# Trichomachimus grandis
Trichomachimus grandis är en tvåvingeart som beskrevs av Shi 1992. Trichomachimus grandis ingår i släktet Trichomachimus och familjen rovflugor.
Artens utbredningsområde är Yunnan (Kina). Inga underarter finns listade i Catalogue of Life.